# 费尔瓦什
费尔瓦什（法語：Fervaches，法語發音：[fɛʁvaʃ]）是法国芒什省的一个旧市镇，属于圣洛区。2016年，费尔瓦什与市镇维尔河畔泰西合并为新市镇泰西博卡日。

## 地理
费尔瓦什（48°59'42"N, 1°5'8"W）面积4.89 平方千米，位于法国诺曼底大区芒什省，该省份为法国西北部沿海省份，西、北、东北三面环大西洋，东起顺时针与卡爾瓦多斯省、奧恩省、马耶讷省和伊勒-维莱讷省接壤。
与费尔瓦什接壤的市镇（或旧市镇、城区）包括：穆瓦永、栋让、穆瓦永维拉日、泰西博卡日、特鲁瓦戈。

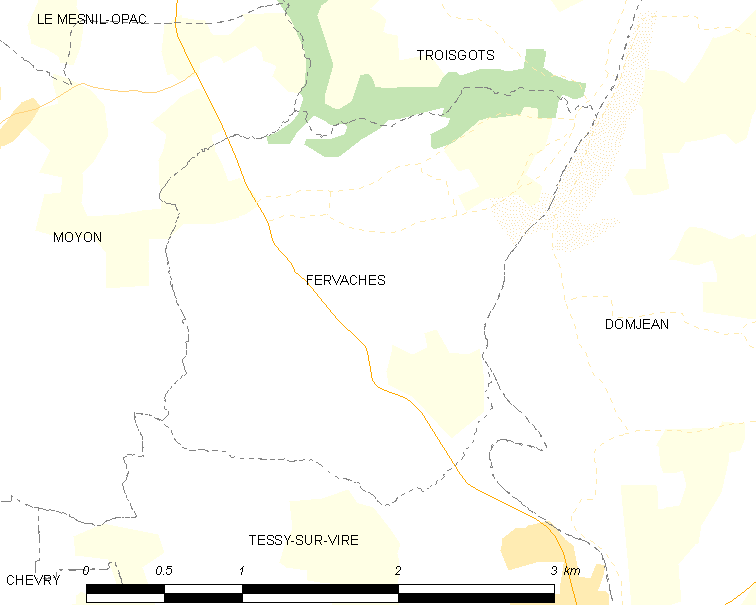
费尔瓦什的OSM定位图

费尔瓦什的时区为UTC+01:00、UTC+02:00（夏令时）。

## 行政
费尔瓦什的邮政编码为50420，INSEE市镇编码为50180。

## 政治
费尔瓦什所属的省级选区为维尔河畔孔代县。

## 人口

1962-2008年间费尔瓦什人口变化图示

费尔瓦什于2018年1月1日时的人口数量为348人。